# 마츠오카 치나

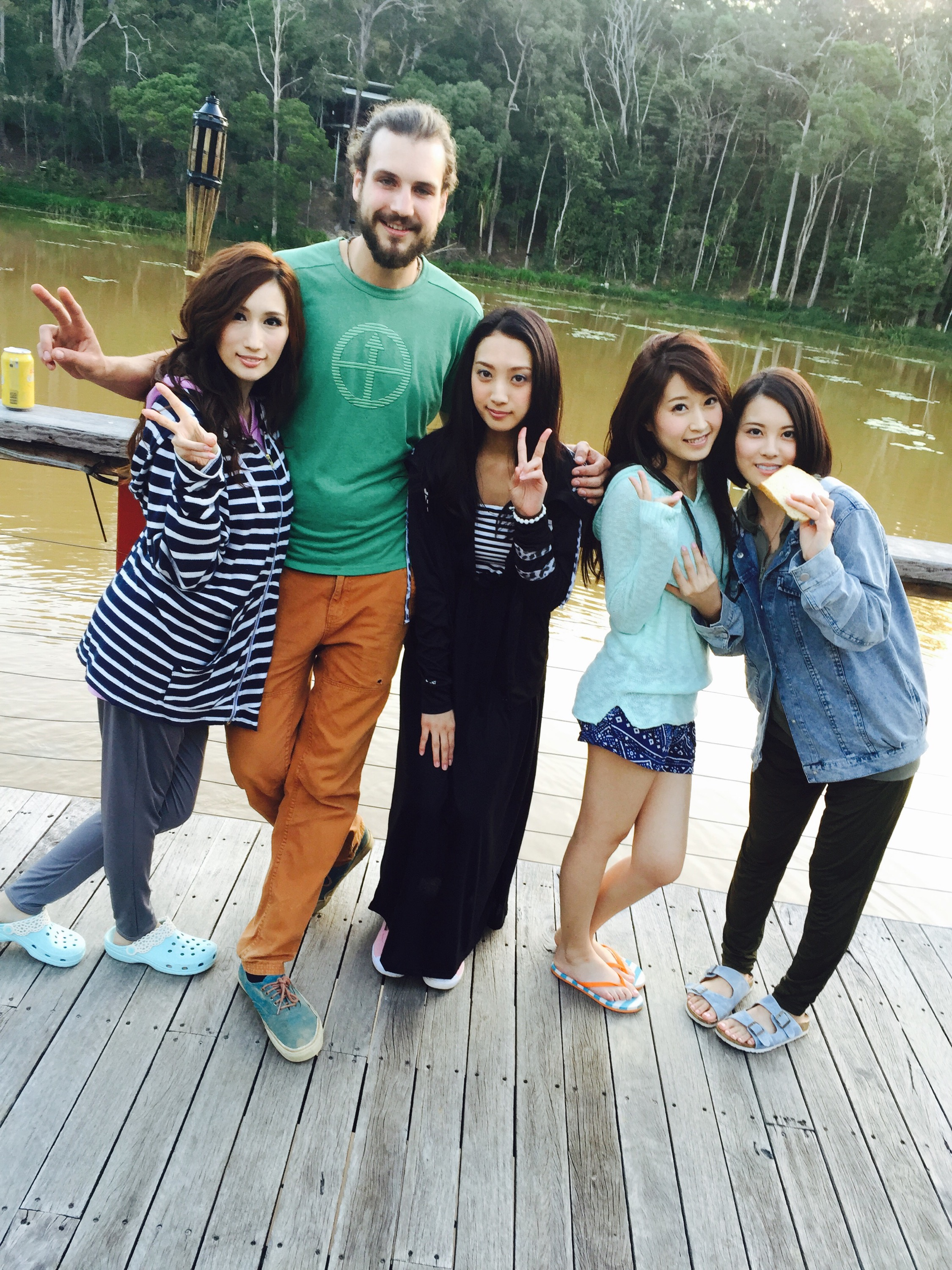
마츠오카 치나

마츠오카 치나(일본어: 松岡 ちな)는 일본의 은퇴한 AV 여배우이다. 후쿠오카현 출신이다.

## 프로필
| 마츠오카 치나 | 마츠오카 치나    |
| ------------- | ---------------- |
| 생년월일      | 1994년 4월 16일  |
| 신체          | 148cm, O형       |
| 쓰리사이즈    | B88-W57-H85, H컵 |
| 데뷔          | 2014년 12월      |